# بی‌تیونول
بی‌تیونول (انگلیسی: Bithionol) یک ضد باکتری، ضد کرم و جلبک کش است که برای درمان آنوپلوسفالا پرفولیاتا (کرم‌های نواری) در اسب‌ها و فاسیولا هپاتیکا (شوک‌های کبدی) استفاده می‌شود.